# Grabado de la plata
El grabado de la plata es una técnica de trabajo de este metal que se siguió desarrollando en la época del Virreinato del Perú y que consiste en darle una silueta a la pieza trabajada mediante la incisión.
El grabado consiste en trazar, sobre la pulida superficie del obtejo a decorar, diseños lineales de diverso grosor y profundidad; pero nunca acentuándolo de modo que pueda parecer como rehundido o rechazado.